# Rally El Corte Inglés de 1996
El El Corte Inglés de 1996, oficialmente 20.º Rally El Corte Inglés, fue la vigésima edición, la cuarta cita de la temporada 1996 del Campeonato de Europa de Rally y la primera de la temporada 1996 del Campeonato de España de Rally. Se celebró del 22 al 23 de marzo y contó con un itinerario de veintidós tramos que sumaban un total de 339 km cronometrados.

## Itinerario
| Día   | Tramo | Nombre                    | Distancia | Hora  | Ganador                    | Tiempo | Líder                        |
| ----- | ----- | ------------------------- | --------- | ----- | -------------------------- | ------ | ---------------------------- |
| Día 1 | TC1   | Telde 1                   | 30.00 km  | 08:45 | José María Ponce           | 19:07  | José María Ponce             |
| Día 1 | TC2   | Agüimes 1                 | 17.43 km  | 09:55 | Oriol Gómez                | 11:33  | Oriol Gómez                  |
| Día 1 | TC3   | Fataga 1                  | 6.00 km   | 10:55 | Oriol Gómez                | 3:56   | Oriol Gómez                  |
| Día 1 | TC4   | Maspalomas 1              | 11.13 km  | 11:20 | José María Ponce           | 6:17   | Oriol Gómez                  |
| Día 1 | TC5   | Gran Karting Club 1       | 1.70 km   | 11:55 | François Delecour          | 1:37   | Oriol Gómez                  |
| Día 1 | TC6   | Telde 2                   | 30.00 km  | 13:00 | Oriol Gómez                | 18:48  | Oriol Gómez                  |
| Día 1 | TC7   | Agüimes 2                 | 17.43 km  | 14:10 | José María Ponce           | 11:37  | José María Ponce             |
| Día 1 | TC8   | Fataga 2                  | 6.00 km   | 15:42 | Oriol Gómez                | 3:56   | José María Ponce Oriol Gómez |
| Día 1 | TC9   | Maspalomas 2              | 11.13 km  | 16:10 | Borja Moratal              | 6:16   | Oriol Gómez                  |
| Día 1 | TC10  | Telde 3                   | 30.00 km  | 17:30 | Luis Climent               | 21:04  | José María Ponce             |
| Día 1 | TC11  | Agüimes 3                 | 17.43 km  | 18:45 | José María Ponce           | 12:18  | José María Ponce             |
| Día 1 | TC12  | Fataga 3                  | 6.00 km   | 20:20 | Borja Moratal              | 4:39   | José María Ponce             |
| Día 1 | TC13  | Maspalomas 3              | 11.13 km  | 20:45 | José María Ponce           |        | José María Ponce             |
| Día 1 | TC14  | Gran Karting Club 2       | 1.70 km   | 21:20 | François Delecour          |        | José María Ponce             |
| Día 2 | TC15  | Cumbres de Gran Canaria 1 | 22.20 km  | 10:00 | José María Ponce           |        | José María Ponce             |
| Día 2 | TC16  | Artenara 1                | 31.15 km  | 10:50 | François Delecour          |        | José María Ponce             |
| Día 2 | TC17  | Azuaje 1                  | 6.70 km   | 12:30 | François Delecour          |        | José María Ponce             |
| Día 2 | TC18  | Firgas 1                  | 11.10 km  | 13:05 | François Delecour          |        | José María Ponce             |
| Día 2 | TC19  | Cumbres de Gran Canaria 2 | 22.20 km  | 14:05 | François Delecour          |        | José María Ponce             |
| Día 2 | TC20  | Artenara 2                | 31.15 km  | 14:55 | François Delecour          |        | José María Ponce             |
| Día 2 | TC21  | Azuaje 2                  | 6.70 km   | 16:35 | Enrico Bertone             |        | José María Ponce             |
| Día 2 | TC22  | Firgas 2                  | 11.10 km  | 17:07 | Enrico Bertone Oriol Gómez |        | José María Ponce             |

## Clasificación final
| Pos. | Piloto              | Copiloto           | Automóvil                       | Tiempo  | Diferencia |
| ---- | ------------------- | ------------------ | ------------------------------- | ------- | ---------- |
| 1.   | José María Ponce    | Gaspar León        | Toyota Celica GT-Four (ST205)   | 3:46:44 | 0.0        |
| 2.   | François Delecour   | Daniel Grataloup   | Ford Escort RS Cosworth         | 3:49:01 | +2:17      |
| 3.   | Enrico Bertone      | Massimo Chiapponi  | Ford Escort RS Cosworth         | 3:49:12 | +2:28      |
| 4.   | Oriol Gómez         | Marc Martí         | Renault Mégane Maxi             | 3:49:43 | +2:59      |
| 5.   | Luis Climent        | José Antonio Muñoz | Citroën ZX 16V                  | 3:50:48 | +4:04      |
| 6.   | Antonio Ponce       | Sebastián García   | Mitsubishi Galant VR-4          | 3:55:14 | +8:30      |
| 7.   | Gregorio Picar      | Víctor Pérez       | Ford Escort RS Cosworth         | 3:55:44 | +9:00      |
| 8.   | Krzysztof Hołowczyc | Maciej Wisławski   | Toyota Celica Turbo 4WD (ST185) | 3:55:54 | +9:10      |
| 9.   | Kurt Göttlicher     | Josef Pointinger   | Ford Escort RS Cosworth         | 3:57:46 | +11:02     |
| 10.  | Yves Loubet         | Michal Koči        | Ford Escort RS Cosworth         | 3:59:00 | +12:16     |